# Bülbülfélék

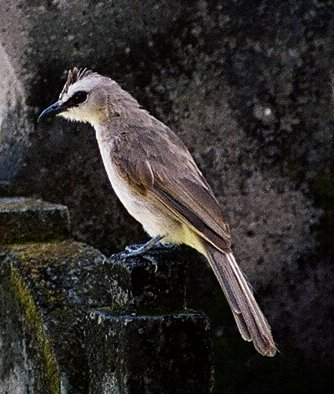
Szemcsíkos bülbül (Pycnonotus goiavier)

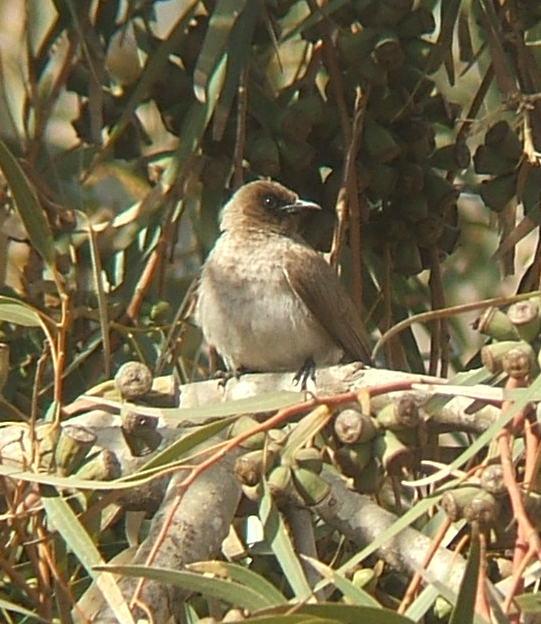
Barna bülbül (Pycnonotus barbatus)

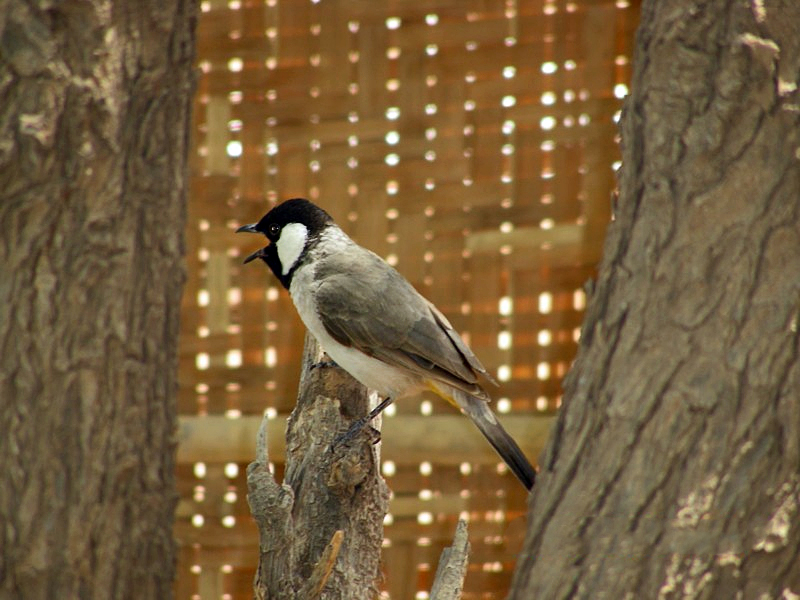
Fehérarcú bülbül (Pycnonotus leucotis)

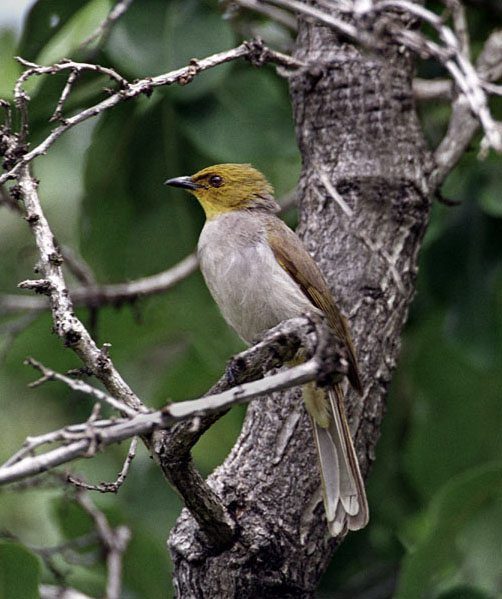
Aranytorkú bülbül (Pycnonotus xantholaemus)

A bülbülfélék (Pycnonotidae) a madarak osztályának verébalakúak (Passeriformes) rendjébe tartozó család.

## Előfordulásuk
Elsősorban Afrika és a trópusi Ázsia madarai. Legtöbb fajuk erdőben él, mások kertekben fordulnak elő.

## Megjelenésük
Veréb- vagy rigónagyságú, tollazatuk, túlnyomóan barnás színezetű. A nemek hasonlóak.

## Életmódjuk
Bogyóevő madarak. Szép énekük miatt kedvelt díszmadarak.

## Rendszerezés
A családba az alábbi 2 alcsalád tartozik:

### Crinigerinae
Az alcsaládba tartozó nemek és fajok:
- Andropadus – 1 faj
- Calyptocichla – 1 faj
- Stelgidillas – 1 faj
- Neolestes – 1 faj
- Criniger – 5 faj
- Eurillas – 5 faj
- Phyllastrephus – 17 faj
- Bleda – 4 faj
- Atimastillas – 1 faj
- Ixonotus – 1 faj
- Thescelocichla – 1 faj
- Baeopogon – 2 faj
- Chlorocichla  – 5 faj
- Arizelocichla – 12 faj

### Pycnonotinae

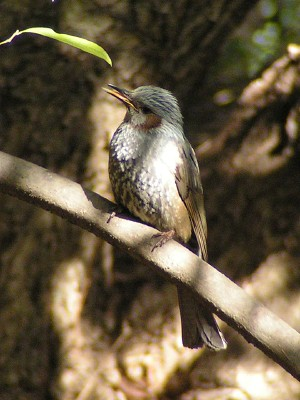
Orfeusz-bülbül (Ixos amaurotis vagy Hypsipetes amaurotis)

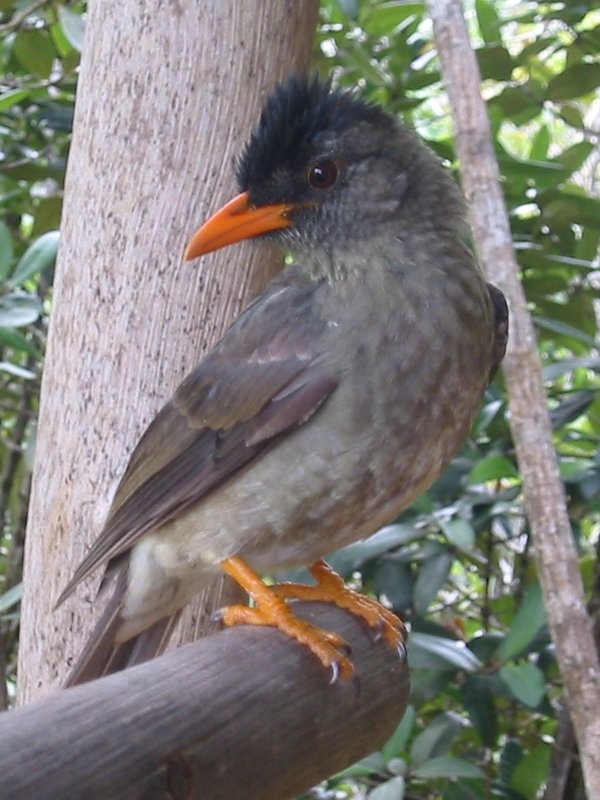
Seychelle-szigeteki bülbül (Hypsipetes crassirostris)

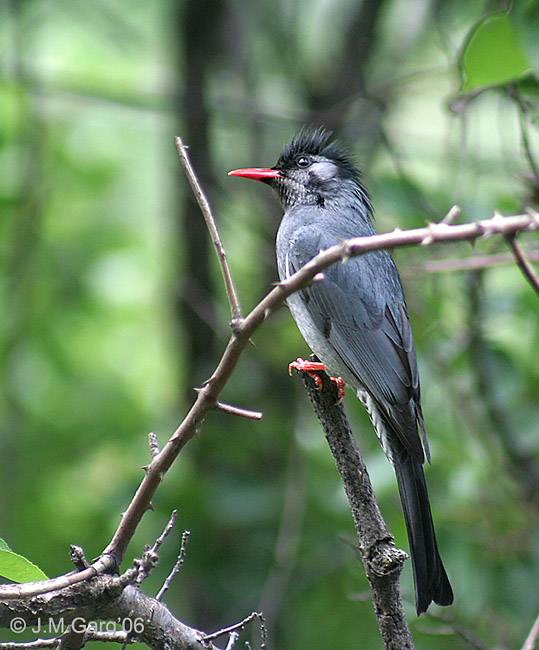
Fekete bülbül (Hypsipetes leucocephalus)

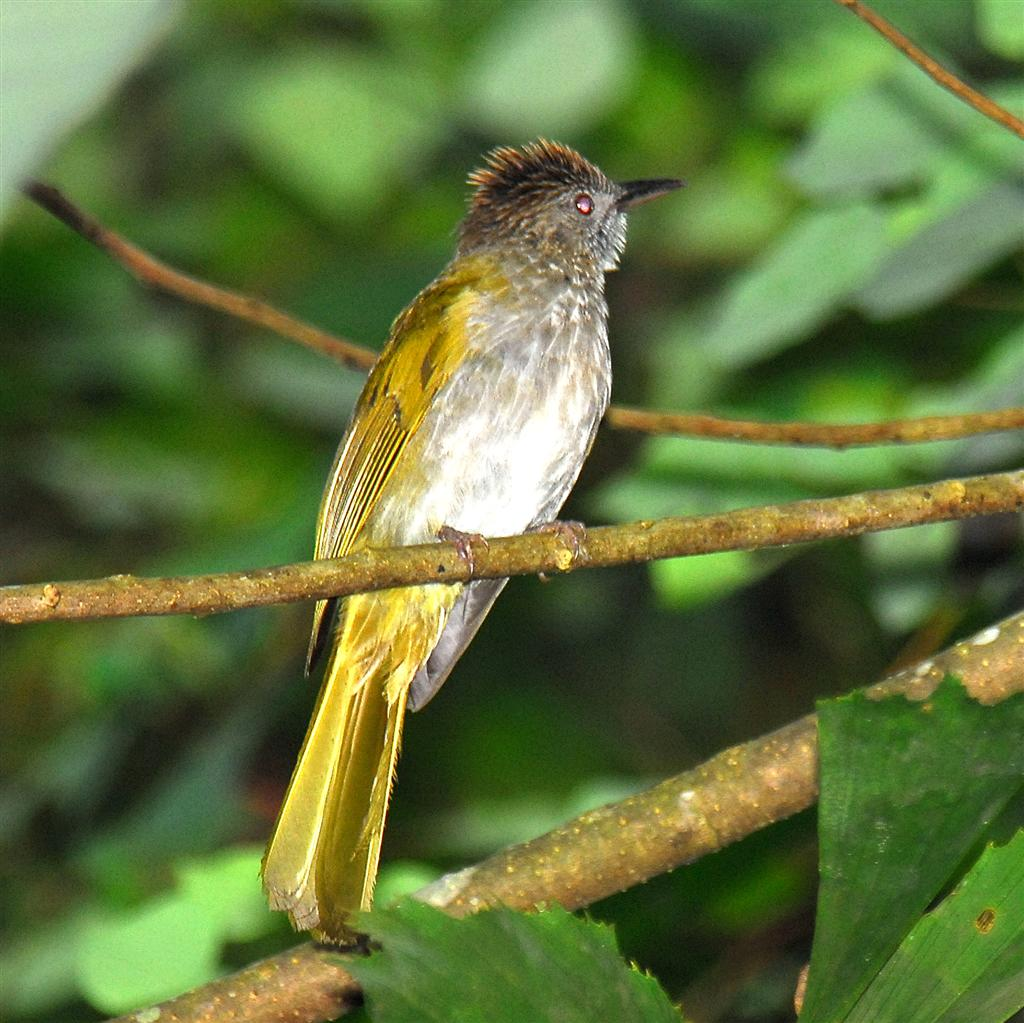
Zöldszárnyú bülbül (Hypsipetes mcclellandii)

Az alcsaládba tartozó nemek és fajok:
- Tricholestes– 1 faj
- Setornis– 1 faj
- Alophoixus– 7 faj
- Acritillas - 1 faj
- Hemixos – 3 faj
- Iole – 3 faj
- Ixos – 4 faj

- Cerasophila (Bingham, 1900) – 1 faj
  - Thompson-bülbül (Cerasophila thompsoni vagy Hypsipetes thompsoni más néven Ixos thompsoni)

- Thapsinillas (Oberholser, 1905, 1863) – 3 faj
  - Thapsinillas longirostris vagy Alophoixus longirostris
  - Thapsinillas affinis vagy Alophoixus affinis
  - Thapsinillas mysticalis vagy Alophoixus mysticalis

- Hypsipetes (Vigors, 1831) – 12 faj
  - Hypsipetes rufigularis vagy Ixos rufigularis
  - palaszürkefejű bülbül (Hypsipetes siquijorensis vagy Ixos siquijorensis)
  - Everett-bülbül (Hypsipetes everetti vagy Ixos everetti)
  - Fülöp-szigeteki bülbül (Hypsipetes philippinus vagy Ixos philippinus)
  - Orfeusz-bülbül (Hypsipetes amaurotis vagy Ixos amaurotis)
  - fekete bülbül (Hypsipetes leucocephalus)
  - Hypsipetes ganeesa
  - Seychelle-szigeteki bülbül (Hypsipetes crassirostris)
  - réunioni bülbül (Hypsipetes borbonicus)
  - mauritiusi bülbül (Hypsipetes olivaceus)
  - madagaszkári bülbül (Hypsipetes madagascariensis)
  - Hypsipetes parvirostris

- Spizixos (Blyth, 1845) – 2 faj
  - pinty bülbül (Spizixos canifrons)
  - nyakörves bülbül (Spizixos semitorques)

- Pycnonotus (Boie, 1826) – 42 faj
  - özvegy bülbül (Pycnonotus melanoleucos vagy Microtarsus melanoleucos)
  - gyapjashátú bülbül (Pycnonotus eutilotus vagy Microtarsus eutilotus)
  - szürkefejű bülbül (Pycnonotus priocephalus vagy Microtarsus priocephalus)
  - feketefejű bülbül (Pycnonotus atriceps vagy Microtarsus atriceps)
  - Pycnonotus fuscoflavescens vagy Microtarsus fuscoflavescens
  - kékszemüvegű bülbül (Pycnonotus nieuwenhuisii vagy Microtarsus nieuwenhuisii)
  - sárgaszemüvegű bülbül (Pycnonotus urostictus vagy Microtarsus urostictus)
  - aranymellű bülbül (Pycnonotus melanicterus vagy Rubigula flaviventris)
  - Salvadori-bülbül  (Pycnonotus erythropthalmos vagy Rubigula erythropthalmos)
  - pikkelyes bülbül (Pycnonotus squamatus vagy Rubigula squamata)
  - szürkehasú bülbül (Pycnonotus cyaniventris vagy Rubigula cyaniventris)
  - csíkostorkú bülbül (Pycnonotus finlaysoni)
  - sárgafejű bülbül (Pycnonotus zeylanicus)
  - csíkos bülbül (Pycnonotus striatus)
  - bujkáló bülbül (Pycnonotus leucogrammicus)
  - aranyarcú bülbül (Pycnonotus tympanistrigus)
  - maláj bülbül (Pycnonotus plumosus)
  - Blanford-bülbül (Pycnonotus blanfordi)
  - fehérszemű bülbül (Pycnonotus simplex)
  - vörösszemű bülbül (Pycnonotus brunneus)
  - sárgás bülbül (Pycnonotus flavescens)
  - szemcsíkos bülbül (Pycnonotus goiavier)
  - barnásfehér bülbül (Pycnonotus luteolus)
  - kopasz bülbül (Pycnonotus hualon)[3][4]
  - barnamellű bülbül (Pycnonotus xanthorrhous)
  - kerti bülbül (Pycnonotus sinensis)
  - vörösfülű bülbül (Pycnonotus jocosus)
  - tajvani bülbül (Pycnonotus taivanus)
  - barna bülbül vagy berber bülbül  (Pycnonotus barbatus)
  - szomáli bülbül (Pycnonotus somaliensis)
  - Pycnonotus dodsoni
  - Pycnonotus tricolor
  - afrikai vörösszemű bülbül (Pycnonotus nigricans)
  - fokföldi bülbül (Pycnonotus capensis)
  - sárgafarú bülbül (Pycnonotus xanthopygos)
  - fehérarcú bülbül (Pycnonotus leucotis)
  - himalájai bülbül (Pycnonotus leucogenys)
  - kormos bülbül (Pycnonotus cafer)
  - kotinga bülbül (Pycnonotus aurigaster)
  - aranyszárnyú bülbül (Pycnonotus bimaculatus)
  - aranytorkú bülbül (Pycnonotus xantholaemus)
  - ékszerbülbül (Pycnonotus penicillatus)

- Malia  (Schlegel, 1880) – 1 faj
  - mohamadár (Malia grata)